# Marcha fúnebre por una marioneta
Marcha fúnebre por una marioneta (en francés: Marche funèbre d'une marionnette) es una pieza musical corta del compositor francés Charles Gounod. Fue escrita en 1872, originalmente para ser ejecutada como un solo de piano y más tarde orquestada por el propio autor en 1879. 
La obra, en principio menor, alcanzó gran popularidad a raíz de ser utilizada por el cineasta británico Alfred Hitchcock para abrir la presentación de su serie Alfred Hitchcock presenta (1955-1964) en la cadena CBS y, más tarde, también para La hora de Alfred Hitchcock, que estuvo en antena entre 1964 y 1965, en la cadena NBC. Por ello aparece a menudo asociada a la figura del director.
Hitchcock, preguntado sobre el porqué de su uso en una entrevista, afirmó que con ella se había sonorizado la obra Amanecer, de F.W. Murnau, película de 1927 que obtuvo tres Oscars en su primera edición.